# Ara: History Untold
Ara: History Untold est un jeu vidéo de stratégie au tour par tour développé par Oxide Games et publié par Xbox Game Studios. Le jeu a été annoncé lors du Xbox et Bethesda Showcase 2022. Il s'agit de construire et de diriger une nation tout au long d'une histoire alternative. Le jeu est sorti le 24 septembre 2024 pour Microsoft Windows,.  

## Développement
Le jeu est développé par Oxide Games, un développeur de jeux vidéo américain basé à Lutherville-Timonium, Maryland. Le moteur que les développeurs utilisent est le Nitrous Engine qui est le moteur interne d'Oxide Games et qui a été utilisé pour développer Ashes of the Singularity,.  
Certains membres d'Oxide Game travaillaient chez Firaxis Games, ⁣qui sont les développeurs de la franchise Civilization, Ara: History Untold ressemble à bien des égards à cette série. 